# Zakręt wrzecionowaty

Przyśrodkowa płaszczyzna lewej półkuli. Zakręt wrzecionowaty widoczny blisko podstawy półkuli, podpisany fusiform gyrus.

Zakręt wrzecionowaty (łac. gyrus fusiformis) – w anatomii człowieka część płata skroniowego kory mózgowej, w klasyfikacji Brodmanna oznaczony jako obszar 37. 

## Funkcje
Obszar ten jest związany m.in. z następującymi funkcjami umysłowymi:
1. rozpoznawanie twarzy oraz ich wyrazu emocjonalnego (jego uszkodzenie prowadzi do prozopagnozji)[1],
2. specyficzne przetwarzanie informacji leksykalnej (czytanie)[2].